# بشر بن بكر
أبو عبد الله بشر بن بكر البجلي الدمشقي التنيسي أحد رواة الحديث النبوي.ولد سنة 124 هـ.

## روايته للحديث النبوي
حدث عن : الأوزاعي، وعبدة بنت خالد بن معدان، وأبي بكر بن أبي مريم الحمصي، وعبد الرحمن بن يزيد بن جابر، وسعيد بن عبد العزيز، وطائفة.
وعنه : ولده أحمد، وابن وهب وهو أكبر منه، ومحمد بن إدريس الشافعي، والحميدي، ودحيم، وأبو الطاهر بن السرح، والحارث بن أسد الهمداني، والربيع المرادي، وابن عبد الحكم، وبحر بن نصر.

## الجرح والتعديل
قال أبو زرعة: «ثقة وكذا وثقه الدارقطني». قال ابن يونس: «كان أكثر مقامه بتنيس ودمياط ، وبدمياط توفي في ذي القعدة سنة خمس ومائتين». قال الخطيب: «آخر من روى عنه سليمان بن شعيب الكيساني، بقي إلى سنة ثمانين ومائتين». قال الحاكم أبو عبد الله: «عن الدارقطني ليس به بأس ما علمت إلا خيرا». قال أبو بشر الدولابي: « حدثنا أبو داود قال حدثنا محمد بن وزير المصري قال سمعت بشر بن بكر يذكر إنه ولد سنة أربع وعشرين ومائة». روى له: البخاري، وأبو داود، والنسائي، ومحمد بن ماجه.

## وفاته
توفي بشر بن بكر سنة 205 هـ.